# Liste des médaillés olympiques dans plusieurs sports
La liste des médaillés olympiques dans plusieurs sports est la liste des sportifs qui ont obtenu des médailles dans au moins deux sports différents aux Jeux olympiques reconnus dans le programme officiel par le Mouvement olympique. Ne sont ainsi pas pris en compte ici ni les Jeux olympiques intercalaires de 1906, ni les compétitions artistiques (architecture, littérature, musique, peinture et sculpture) en place entre 1912 et 1948, ni les épreuves en sport de démonstration ou en marge des Jeux car non comptabilisés dans le nombre officiel de médailles depuis la restauration des Jeux olympiques. Pour ce tableau, est prise en compte la classification actuelle des sports olympiques.

## Liste
Les six sportifs sur fond orange ont remporté leurs médailles à la fois lors de Jeux d’hiver et d’été. Le seul sportif ayant réussi à être sacré champion olympique en été et champion olympique dans un autre sport en hiver est l’Américain Eddie Eagan, vainqueur en boxe à Anvers en 1920 et en bobsleigh à Lake Placid en 1932. L’Est-Allemande Christa Luding est la seule sportive à avoir été médaillée la même année aux Jeux d’hiver et d’été (prouesse impossible depuis 1992 et la désynchronisation entre les années d’organisation des Jeux d’hiver, 1994 à Lillehammer, et d’été, 1996 à Atlanta). Le Suédois Gillis Grafström est le septième sportif à avoir remporté des médailles à la fois à des Jeux d’été et à des Jeux d’hiver et le deuxième à avoir été champion olympique en été et en hiver mais dans la même discipline, le patinage artistique étant intégré aux Jeux d’été en 1920 avant la création des Jeux d’hiver en 1924 où le patinage artistique était aussi au programme.
En plus d’Eddie Eagan, les quatre sportifs sur fond jaune ont aussi deux titres olympiques dans deux sports différents.
Le seul sportif à avoir été médaillé dans trois sports est l’Américain Frank Kungler sur fond grisé dans le tableau.
|    | Sportif              | Sexe | Période   | Sports                                 |   |   |   | Tot. |
| -- | -------------------- | ---- | --------- | -------------------------------------- | - | - | - | ---- |
| 1  | Carl Schuhmann       | M    | 1896      | Gymnastique • Lutte                    | 4 | 0 | 0 | 4    |
| 2  | Anfisa Reztsova      | F    | 1988-1994 | Ski • Biathlon                         | 3 | 1 | 1 | 5    |
| 3  | Daniel Norling       | M    | 1908-1920 | Équitation • Gymnastique               | 3 | 0 | 0 | 3    |
| 4  | Christa Luding       | F    | 1984-1992 | Cyclisme • Patinage                    | 2 | 2 | 1 | 5    |
| 5  | Fritz Hofmann        | M    | 1896      | Gymnastique • Athlétisme               | 2 | 1 | 1 | 4    |
| 6  | Morris Kirksey       | M    | 1920      | Athlétisme • Rugby                     | 2 | 1 | 0 | 3    |
| 7  | Conn Findlay         | M    | 1956-1976 | Aviron • Voile                         | 2 | 0 | 2 | 4    |
| 8  | (AUS) Teddy Flack    | M    | 1896      | Athlétisme • Tennis                    | 2 | 0 | 1 | 3    |
| 9  | Eddie Eagan          | M    | 1920-1932 | Bobsleigh • Boxe                       | 2 | 0 | 0 | 2    |
| 10 | Gustaf Dyrssen       | M    | 1920-1936 | Escrime • Pentathlon moderne           | 1 | 2 | 0 | 3    |
| 10 | Lauryn Williams      | F    | 2004-2014 | Athlétisme • Bobsleigh/Skeleton        | 1 | 2 | 0 | 3    |
| 12 | Clara Hughes         | F    | 1996-2010 | Cyclisme • Patinage                    | 1 | 1 | 4 | 6    |
| 13 | Viggo Jensen         | M    | 1896      | Tir • Haltérophilie                    | 1 | 1 | 1 | 3    |
| 13 | Sven Thofelt         | M    | 1928-1948 | Escrime • Pentathlon moderne           | 1 | 1 | 1 | 3    |
| 15 | Jean Collas          | M    | 1900      | Rugby • Tir à la corde                 | 1 | 1 | 0 | 2    |
| 15 | Charles Gondouin     | M    | 1900      | Rugby • Tir à la corde                 | 1 | 1 | 0 | 2    |
| 15 | Émile Sarrade        | M    | 1900      | Rugby • Tir à la corde                 | 1 | 1 | 0 | 2    |
| 15 | Gösta Åsbrink        | M    | 1908-1912 | Gymnastique • Pentathlon moderne       | 1 | 1 | 0 | 2    |
| 15 | Jacob Tullin Thams   | M    | 1924-1936 | Voile • Ski                            | 1 | 1 | 0 | 2    |
| 15 | Rebecca Romero       | F    | 2004-2008 | Cyclisme • Aviron                      | 1 | 1 | 0 | 2    |
| 21 | Denise Herrmann      | F    | 2014-2022 | Ski • Biathlon                         | 1 | 0 | 2 | 5    |
| 22 | Edward Barrett       | M    | 1908      | Tir à la corde • Lutte                 | 1 | 0 | 1 | 2    |
| 22 | Gerda Weissensteiner | F    | 1994-2006 | Bobsleigh/Skeleton • Luge              | 1 | 0 | 1 | 2    |
| 24 | Fernand de Montigny  | M    | 1908-1924 | Escrime • Hockey sur gazon             | 0 | 2 | 2 | 4    |
| 25 | Victor Boin          | M    | 1908-1920 | Escrime • Sports aquatiques            | 0 | 2 | 1 | 3    |
| 25 | Roswitha Krause      | F    | 1968-1980 | Handball • Sports aquatiques           | 0 | 2 | 1 | 3    |
| 27 | Otto Herschmann      | M    | 1896-1912 | Escrime • Sports aquatiques            | 0 | 2 | 0 | 2    |
| 27 | Eddy Alvarez         | M    | 2014-2021 | Patinage • Baseball/Softball           | 0 | 2 | 0 | 2    |
| 29 | Frank Kungler        | M    | 1904      | Tir à la corde • Lutte • Haltérophilie | 0 | 1 | 3 | 4    |
| 29 | Karl Magnus Wegelius | M    | 1908-1924 | Gymnastique • Tir                      | 0 | 1 | 3 | 4    |
| 31 | Holger Nielsen       | M    | 1896      | Escrime • Tir                          | 0 | 1 | 2 | 3    |
| 31 | Susi Erdmann         | F    | 1992-2002 | Bobsleigh/Skeleton • Luge              | 0 | 1 | 2 | 3    |
| 33 | Joe Lydon            | M    | 1904      | Boxe • Football                        | 0 | 1 | 1 | 2    |
| 33 | Carl Albert Andersen | M    | 1900-1908 | Athlétisme • Gymnastique               | 0 | 1 | 1 | 2    |
| 33 | Georg de Laval       | M    | 1912      | Tir • Pentathlon moderne               | 0 | 1 | 1 | 2    |
| 36 | Sotírios Versís      | M    | 1896      | Athlétisme • Haltérophilie             | 0 | 0 | 2 | 2    |
| 36 | John Montgomery      | M    | 1912-1920 | Équitation • Polo                      | 0 | 0 | 2 | 2    |
| 36 | Veli Nieminen        | M    | 1920      | Gymnastique • Tir                      | 0 | 0 | 2 | 2    |
| 36 | Bertil Uggla         | M    | 1912-1924 | Athlétisme • Pentathlon moderne        | 0 | 0 | 2 | 2    |